# Saint-Hilaire-le-Château
Pour les articles homonymes, voir Saint-Hilaire.
Saint-Hilaire-le-Château est une commune française située dans le département de la Creuse, en région Nouvelle-Aquitaine.

## Géographie

### Généralités

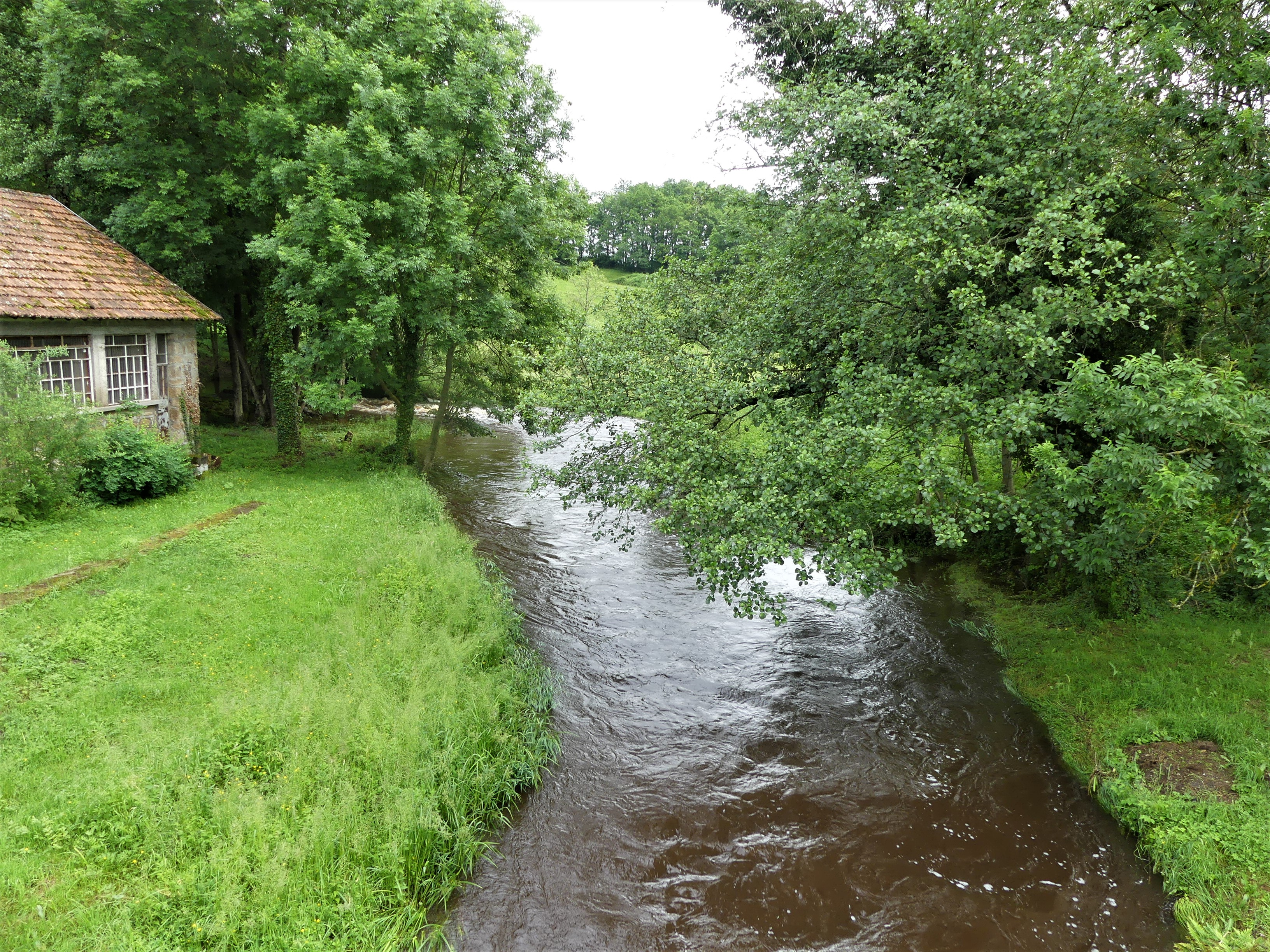
La Gosne en bordure du bourg de Saint-Hilaire-le-Château.

Dans le quart sud-ouest du département de la Creuse, la commune de Saint-Hilaire-le-Château s'étend sur 19,59 km2. Elle est arrosée par le Thaurion — qui lui sert de limite sur sept kilomètres, en deux tronçons, avec les communes de Vidaillat, Soubrebost et Pontarion — et par son affluent la Gosne, les deux cours d'eau se rejoignant juste au sud-ouest du bourg.
L'altitude minimale 443 mètres se trouve localisée à l'extrême ouest, en aval de la chute du Poirier, là où le Thaurion quitte la commune et entre sur celle de Pontarion. L'altitude maximale avec 590 mètres est située à l'extrême sud-est, sur les pentes sud du puy Rougier.
À l'intersection des routes départementales 34, 43 et 941, le bourg de Saint- Hilaire-le-Château est situé, en distances orthodromiques, 21 kilomètres au sud de Guéret.
Le territoire communal est également desservi par les RD 10 et 13.

### Communes limitrophes

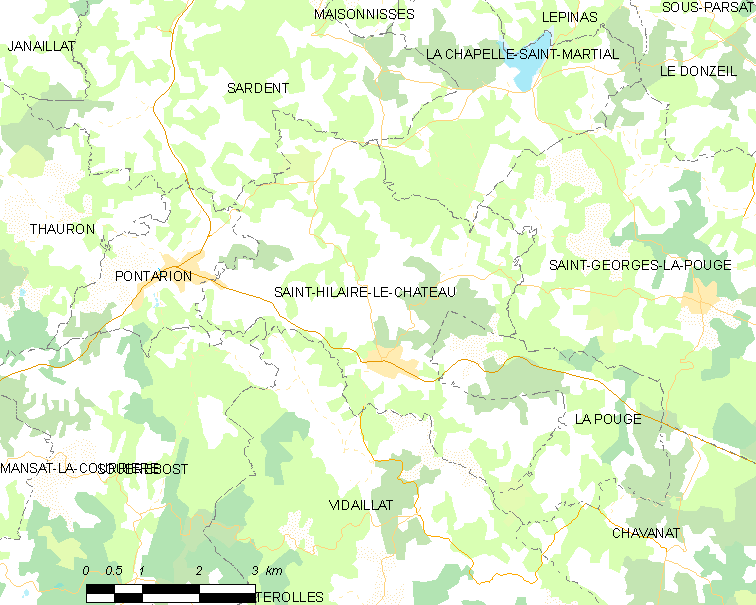
Carte de Saint-Hilaire-le-Château et des communes avoisinantes.

Saint-Hilaire-le-Château est limitrophe de sept autres communes.
|            | Sardent                  | La Chapelle-Saint-Martial |
| Pontarion  | Saint-Hilaire-le-Château | Saint-Georges-la-Pouge    |
| Soubrebost | Vidaillat                | La Pouge                  |

### Climat
Pour des articles plus généraux, voir Climat de la Nouvelle-Aquitaine et Climat de la Creuse.
Historiquement, la commune est exposée à un climat montagnard.  
En 2020, Météo-France publie une typologie des climats de la France métropolitaine dans laquelle la commune est exposée à un climat de montagne et est dans la région climatique  Ouest et nord-ouest du Massif Central, caractérisée par une pluviométrie annuelle de 900 à 1 500 mm, maximale en automne et en hiver.
Pour la période 1971-2000, la température annuelle moyenne est de 10,3 °C, avec  une amplitude thermique annuelle de 14,8 °C. Le cumul annuel moyen de précipitations est de 1 097 mm, avec 13,2 jours de précipitations en janvier et 8,6 jours en juillet. Pour la période 1991-2020, la température moyenne annuelle observée sur la station météorologique la plus proche, située sur la commune de Pontarion à 4 km à vol d'oiseau, est de 10,5 °C et le cumul annuel moyen de précipitations est de 1 155,8 mm,. Pour l'avenir, les paramètres climatiques de la commune estimés pour 2050 selon différents scénarios d’émission de gaz à effet de serre sont consultables sur un site dédié publié par Météo-France en novembre 2022.

## Urbanisme

### Typologie
Au 1er janvier 2024, Saint-Hilaire-le-Château est catégorisée commune rurale à habitat très dispersé, selon la nouvelle grille communale de densité à 7 niveaux définie par l'Insee en 2022.
Elle est située hors unité urbaine et hors attraction des villes,.

### Occupation des sols
L'occupation des sols de la commune, telle qu'elle ressort de la base de données européenne d’occupation biophysique des sols Corine Land Cover (CLC), est marquée par l'importance des territoires agricoles (57,4 % en 2018), en augmentation par rapport à 1990 (53,9 %). La répartition détaillée en 2018 est la suivante : 
prairies (54,3 %), forêts (40,5 %), zones agricoles hétérogènes (3 %), zones urbanisées (2,1 %). L'évolution de l’occupation des sols de la commune et de ses infrastructures peut être observée sur les différentes représentations cartographiques du territoire : la carte de Cassini (XVIIIe siècle), la carte d'état-major (1820-1866) et les cartes ou photos aériennes de l'IGN pour la période actuelle (1950 à aujourd'hui).

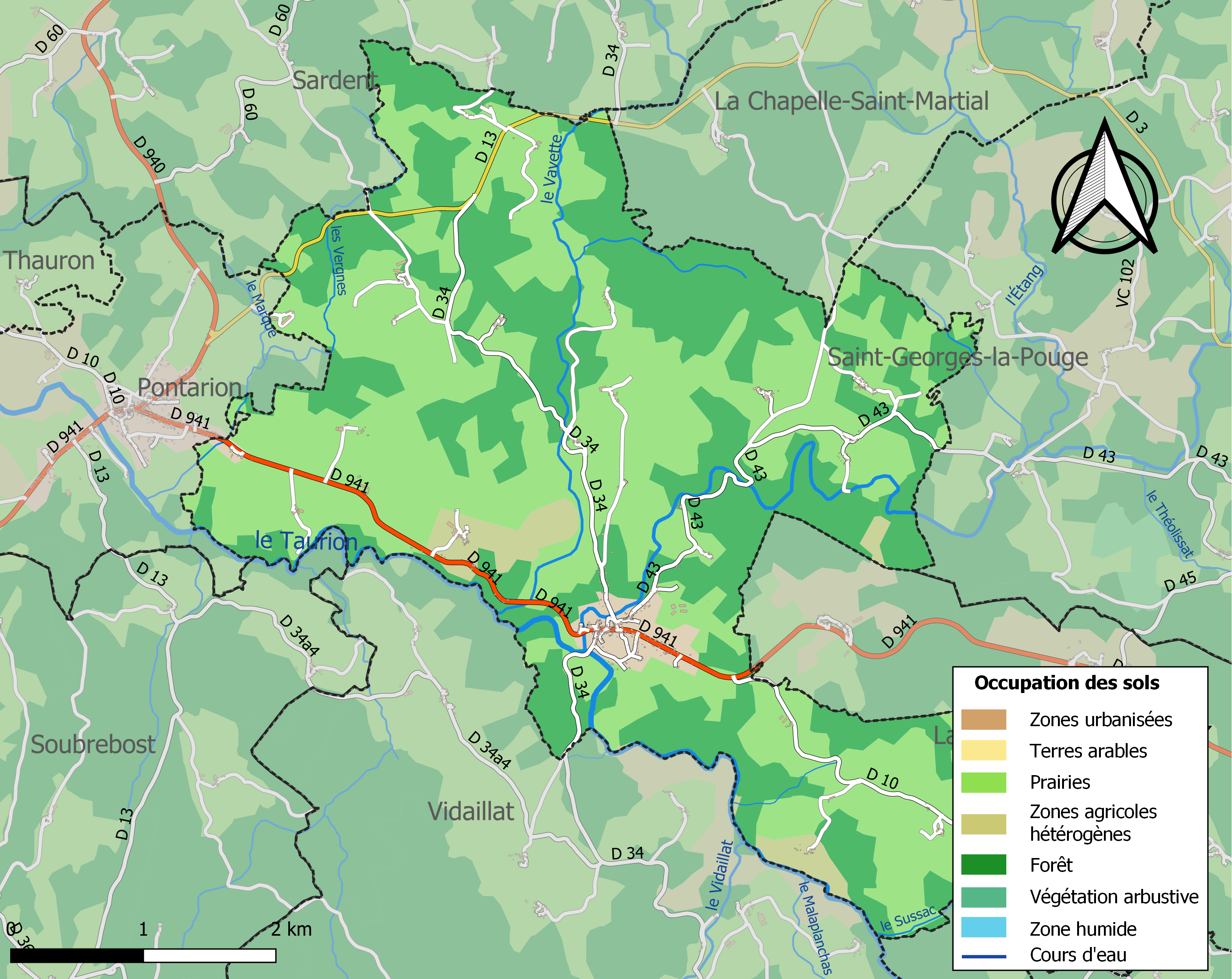
Carte des infrastructures et de l'occupation des sols de la commune en 2018 (CLC).

### Transport routier
- Réseau TransCreuse

### Risques majeurs
Le territoire de la commune de Saint-Hilaire-le-Château est vulnérable à différents aléas naturels : météorologiques (tempête, orage, neige, grand froid, canicule ou sécheresse), inondations et séisme (sismicité faible). Il est également exposé à un risque technologique, la rupture d'un barrage, et à un risque particulier : le risque de radon. Un site publié par le BRGM permet d'évaluer simplement et rapidement les risques d'un bien localisé soit par son adresse soit par le numéro de sa parcelle.

#### Risques naturels
Certaines parties du territoire communal sont susceptibles d’être affectées par le risque d’inondation par débordement de cours d'eau, notamment le Taurion et la Gosne. La commune a été reconnue en état de catastrophe naturelle au titre des dommages causés par les inondations et coulées de boue survenues en 1982, 1999 et 2016,.

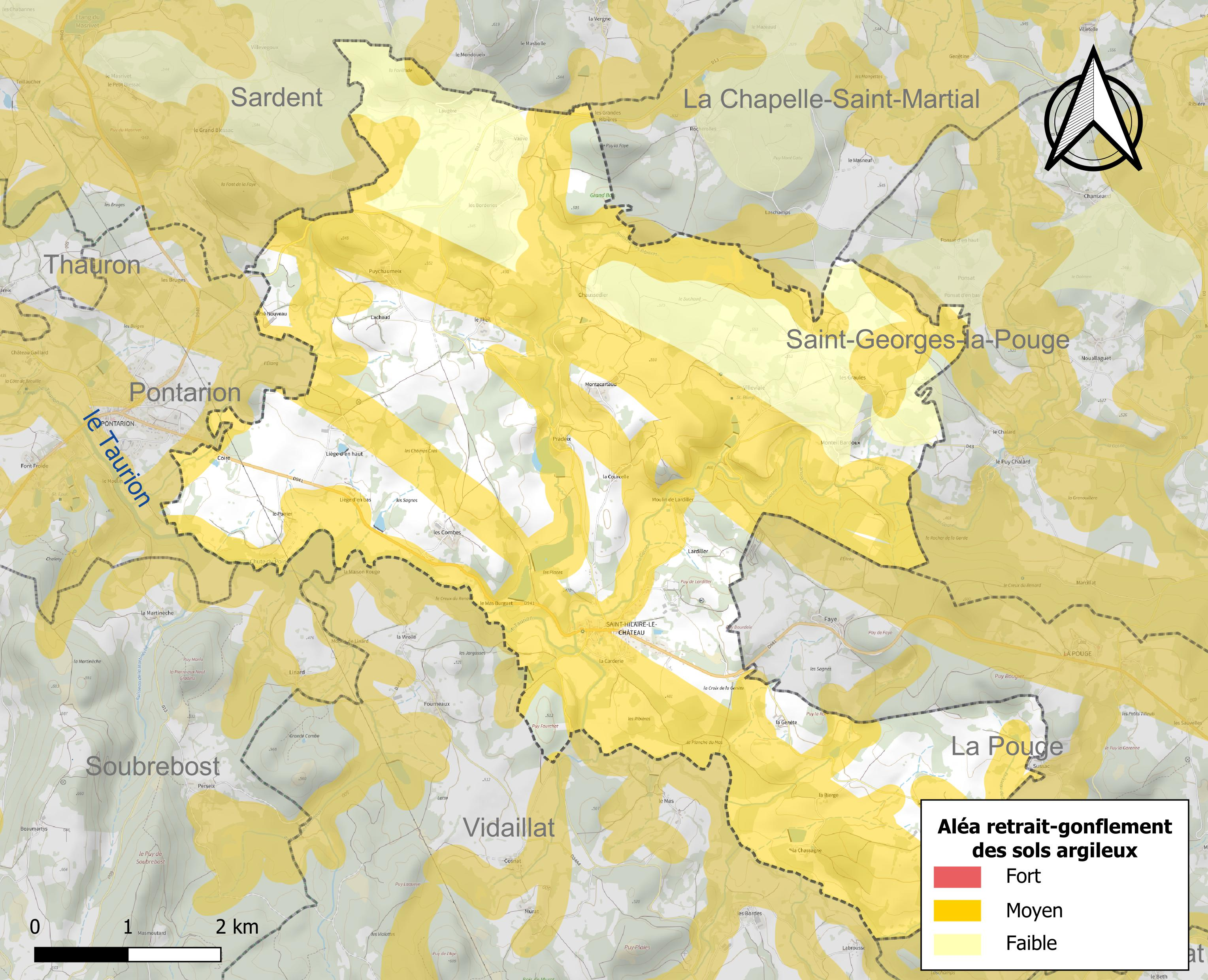
Carte des zones d'aléa retrait-gonflement des sols argileux de Saint-Hilaire-le-Château.

Le retrait-gonflement des sols argileux est susceptible d'engendrer des dommages importants aux bâtiments en cas d’alternance de périodes de sécheresse et de pluie. 57,4 % de la superficie communale est en aléa moyen ou fort (33,6 % au niveau départemental et 48,5 % au niveau national). Sur les 230 bâtiments dénombrés sur la commune en 2019, 122 sont en aléa moyen ou fort, soit 53 %, à comparer aux 25 % au niveau départemental et 54 % au niveau national. Une cartographie de l'exposition du territoire national au retrait gonflement des sols argileux est disponible sur le site du BRGM,.
Par ailleurs, afin de mieux appréhender le risque d’affaissement de terrain, l'inventaire national des cavités souterraines permet de localiser celles situées sur la commune.
Concernant les mouvements de terrains, la commune a été reconnue en état de catastrophe naturelle au titre des dommages causés par des mouvements de terrain en 1999.

#### Risques technologiques
La commune est en outre située en aval du  barrage de Lavaud-Gelade, un ouvrage sur le Taurion de classe A soumis à PPI, disposant d'une retenue de 17,4 millions de mètres cubes. À ce titre elle est susceptible d’être touchée par l’onde de submersion consécutive à la rupture de cet ouvrage.

#### Risque particulier
Dans plusieurs parties du territoire national, le radon, accumulé dans certains logements ou autres locaux, peut constituer une source significative d’exposition de la population aux rayonnements ionisants. Certaines communes du département sont concernées par le risque radon à un niveau plus ou moins élevé. Selon la classification de 2018, la commune de Saint-Hilaire-le-Château est classée en zone 3, à savoir zone à potentiel radon significatif.

## Politique et administration
| Période                                  | Période  | Identité              | Étiquette | Qualité       |
| ---------------------------------------- | -------- | --------------------- | --------- | ------------- |
| Les données manquantes sont à compléter. |          |                       |           |               |
|                                          |          |                       |           |               |
| mars 2001                                | En cours | Jean-Yves Grenouillet | DVG       | Fonctionnaire |

## Démographie
L'évolution du nombre d'habitants est connue à travers les recensements de la population effectués dans la commune depuis 1793. Pour les communes de moins de 10 000 habitants, une enquête de recensement portant sur toute la population est réalisée tous les cinq ans, les populations de référence des années intermédiaires étant quant à elles estimées par interpolation ou extrapolation. Pour la commune, le premier recensement exhaustif entrant dans le cadre du nouveau dispositif a été réalisé en 2007.

En 2022, la commune comptait 225 habitants, en évolution de −3,85 % par rapport à 2016 (Creuse : −3,32 %, France hors Mayotte : +2,11 %).
| 1793 | 1800 | 1806 | 1821 | 1831 | 1836 | 1841 | 1846 | 1851 |
| ---- | ---- | ---- | ---- | ---- | ---- | ---- | ---- | ---- |
| 809  | 850  | 670  | 765  | 818  | 930  | 930  | 954  | 901  |

| 1856 | 1861 | 1866 | 1872 | 1876 | 1881 | 1886 | 1891 | 1896 |
| ---- | ---- | ---- | ---- | ---- | ---- | ---- | ---- | ---- |
| 903  | 887  | 870  | 935  | 940  | 948  | 982  | 994  | 942  |

| 1901 | 1906 | 1911 | 1921 | 1926 | 1931 | 1936 | 1946 | 1954 |
| ---- | ---- | ---- | ---- | ---- | ---- | ---- | ---- | ---- |
| 960  | 937  | 922  | 816  | 761  | 660  | 644  | 586  | 504  |

| 1962 | 1968 | 1975 | 1982 | 1990 | 1999 | 2006 | 2007 | 2012 |
| ---- | ---- | ---- | ---- | ---- | ---- | ---- | ---- | ---- |
| 447  | 418  | 356  | 352  | 296  | 276  | 273  | 273  | 247  |

| 2017 | 2022 | - | - | - | - | - | - | - |
| ---- | ---- | - | - | - | - | - | - | - |
| 233  | 225  | - | - | - | - | - | - | - |

## Culture locale et patrimoine

### Lieux et monuments
- Le passage de la voie romaine qui conduit à Limoges depuis Moutier-d'Ahun est attesté sur la commune[27].
- Le pont-Périt, ou pont-Perri, ou pont Péri, ou pont des Fées franchit la Gosne, un kilomètre et demi au nord-nord-est du bourg. Pont antique d'une seule arche, faite de gros blocs de granit selon la technique de construction opus quadratum, il mesure quatre mètres de long sur une largeur de deux mètres cinquante, et supporte un chemin piétonnier. Il est inscrit au titre des monuments historiques depuis 1995[28]
- Entre Saint-Hilaire-le-Château et Pontarion, le Thaurion fait de nombreux méandres, mais franchit aussi un dénivelé de trois mètres créant ainsi les chutes du Poirier, où il reste les ruines sans doute d'un vieux moulin et d'une ancienne fabrique d'épingles à linge.
- L'église Saint-Hilaire-et-Saint-Gervais est une église médiévale fortifiée.

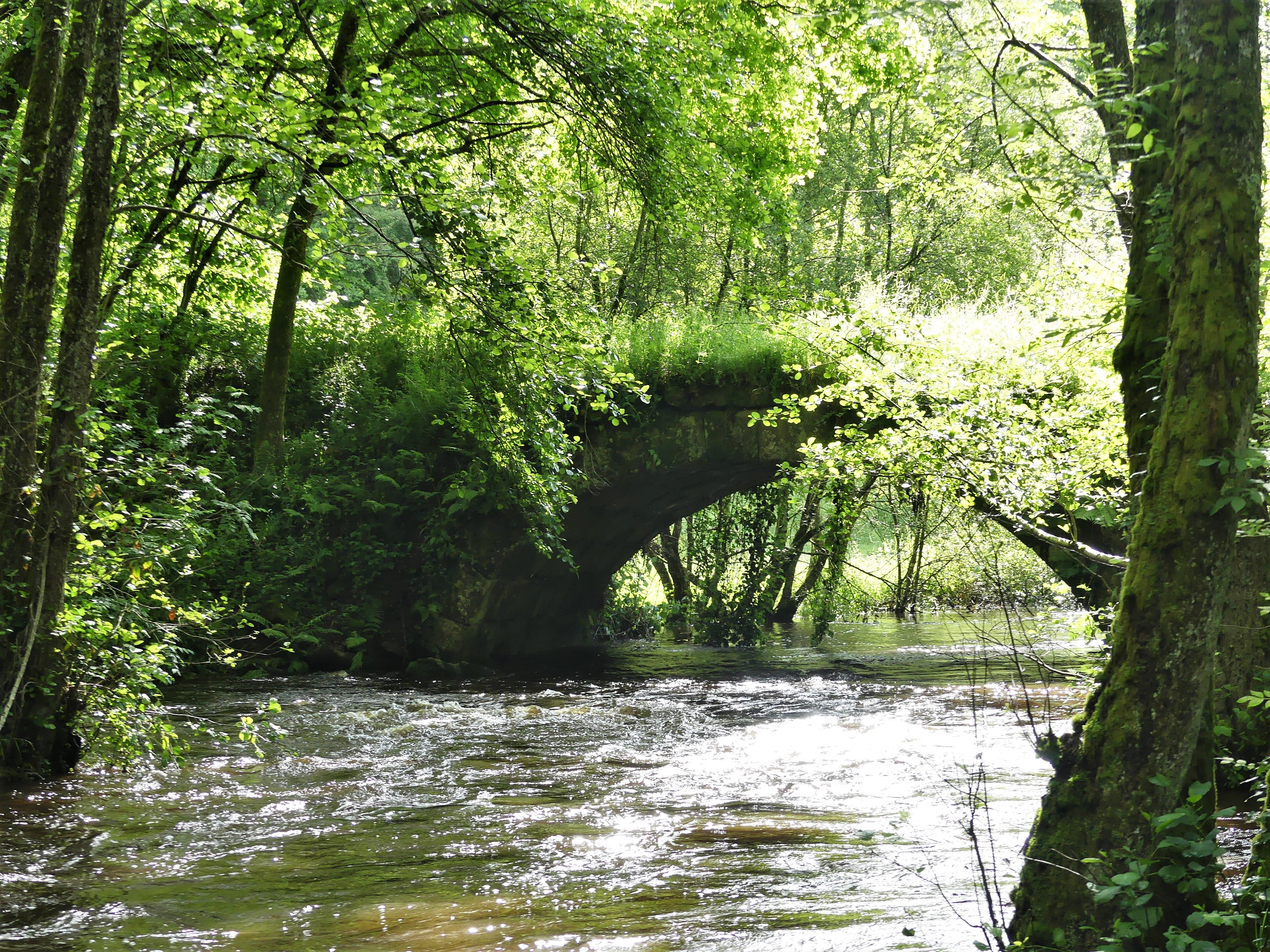
Le pont-Périt.
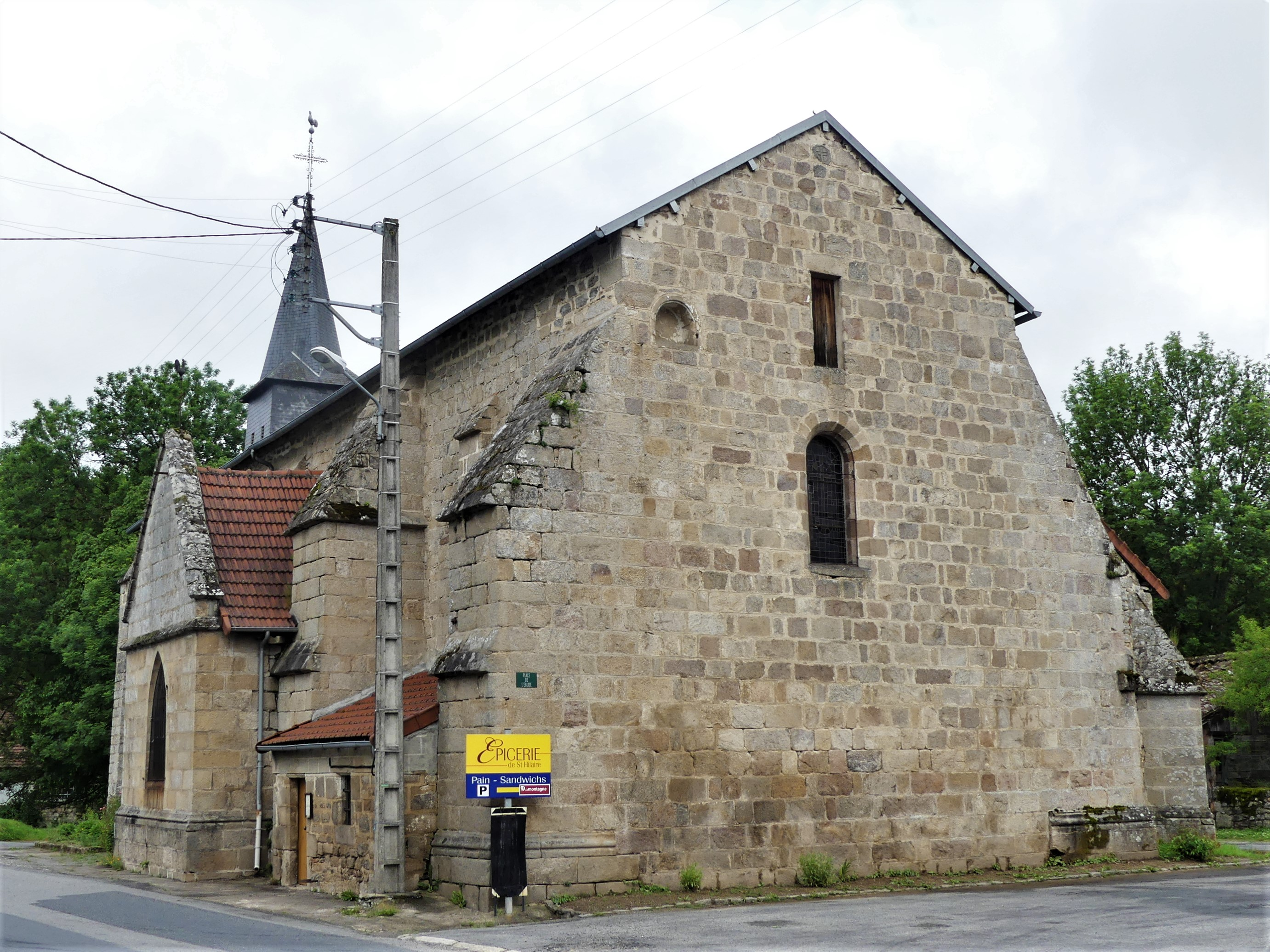
Le chevet de l'église.
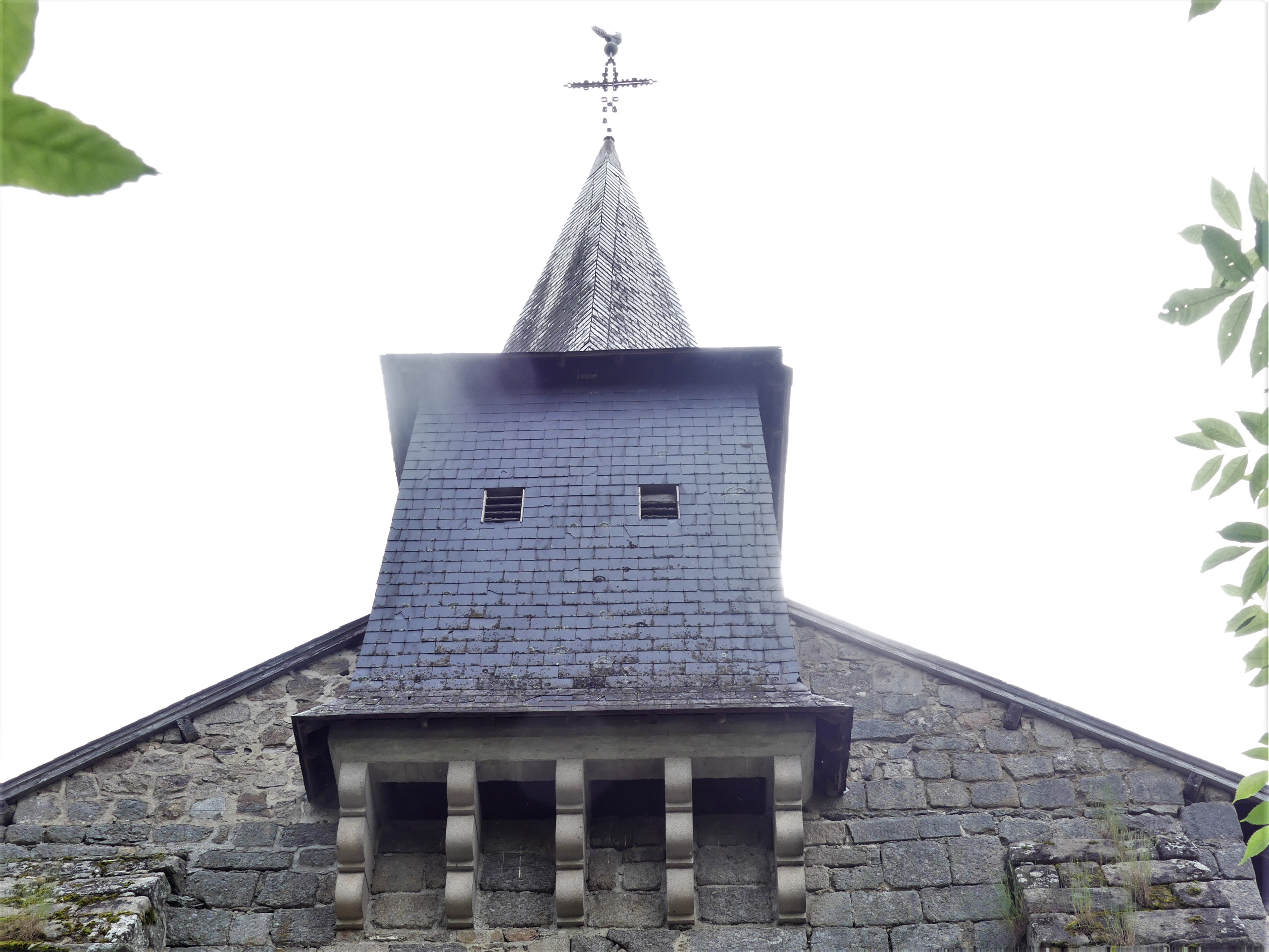
Son clocher fortifié.
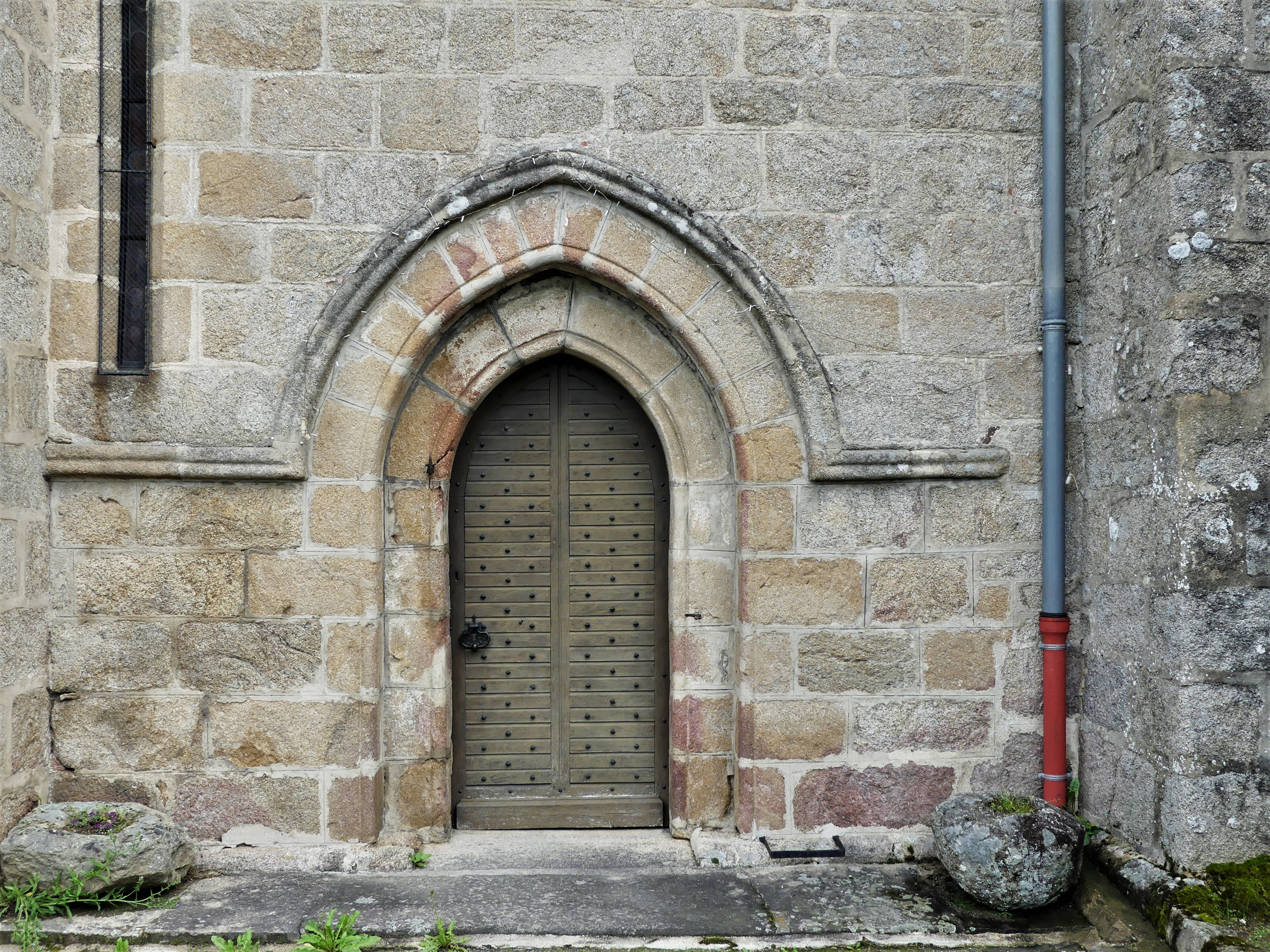
Son portail sud.
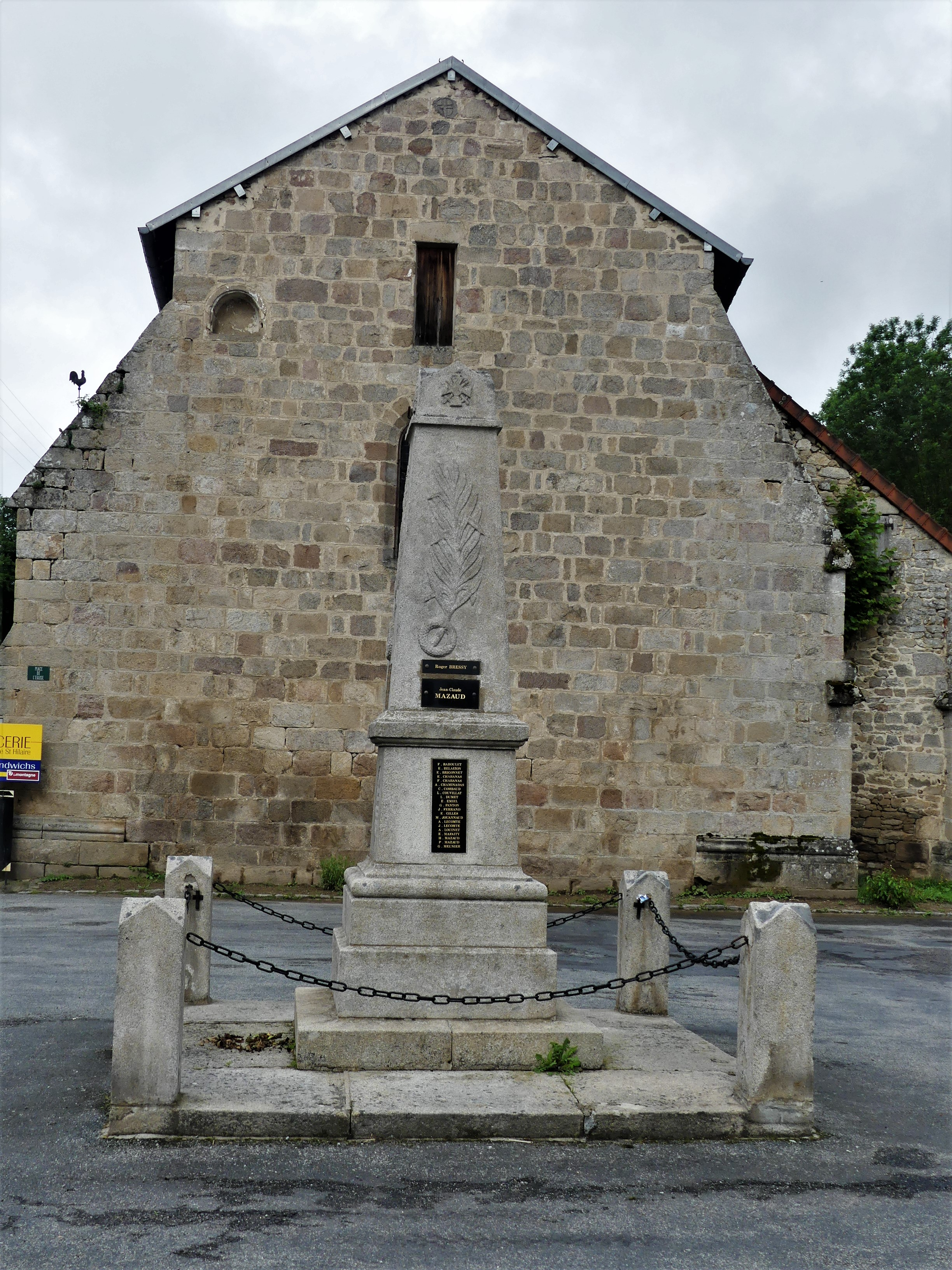
Le monument aux morts.

### Cartes postales anciennes

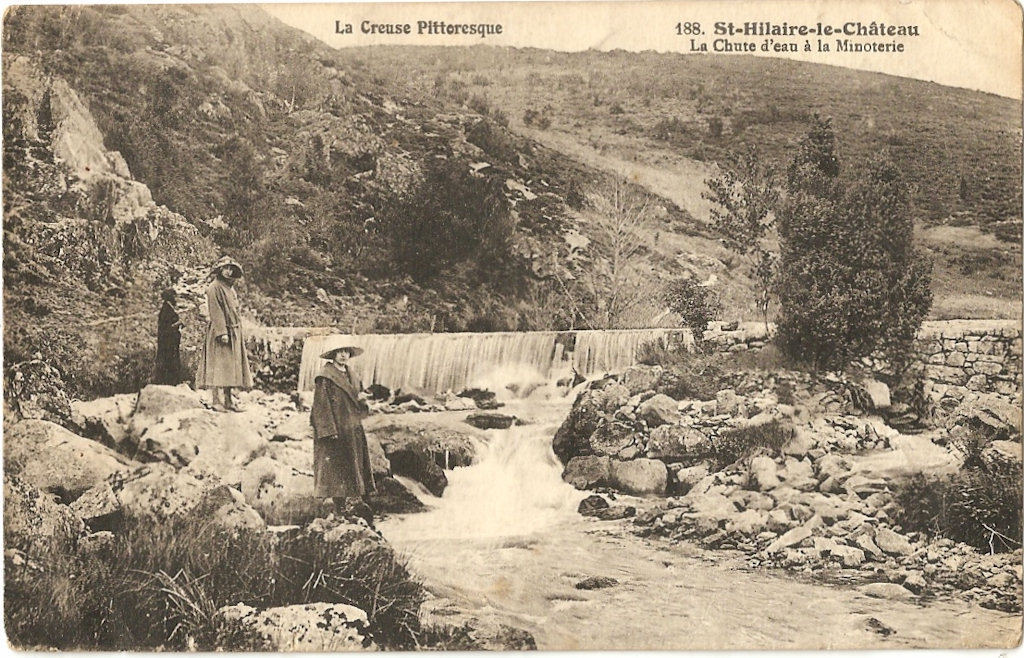
La chute d'eau à la Minoterie.
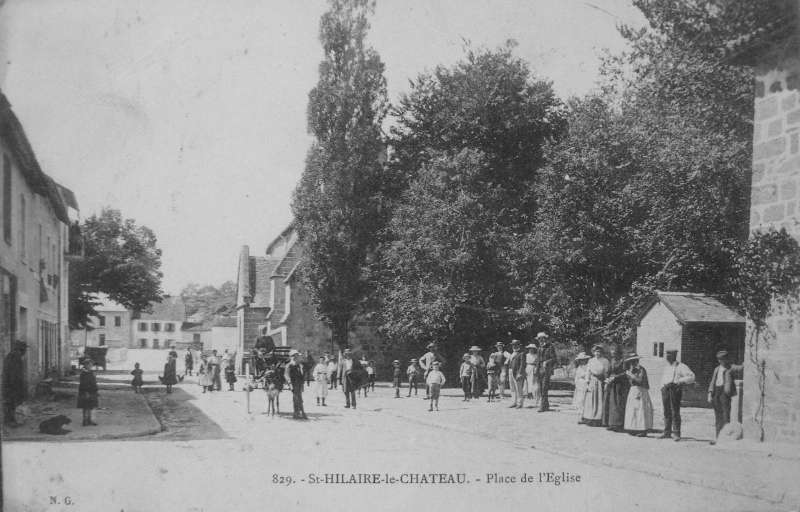
La place de l'Église.
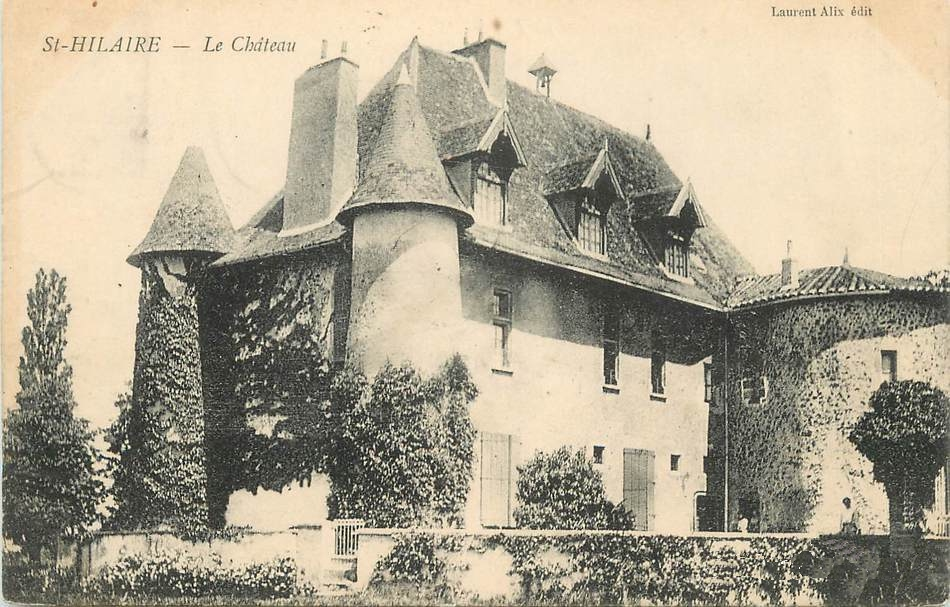
Le château.
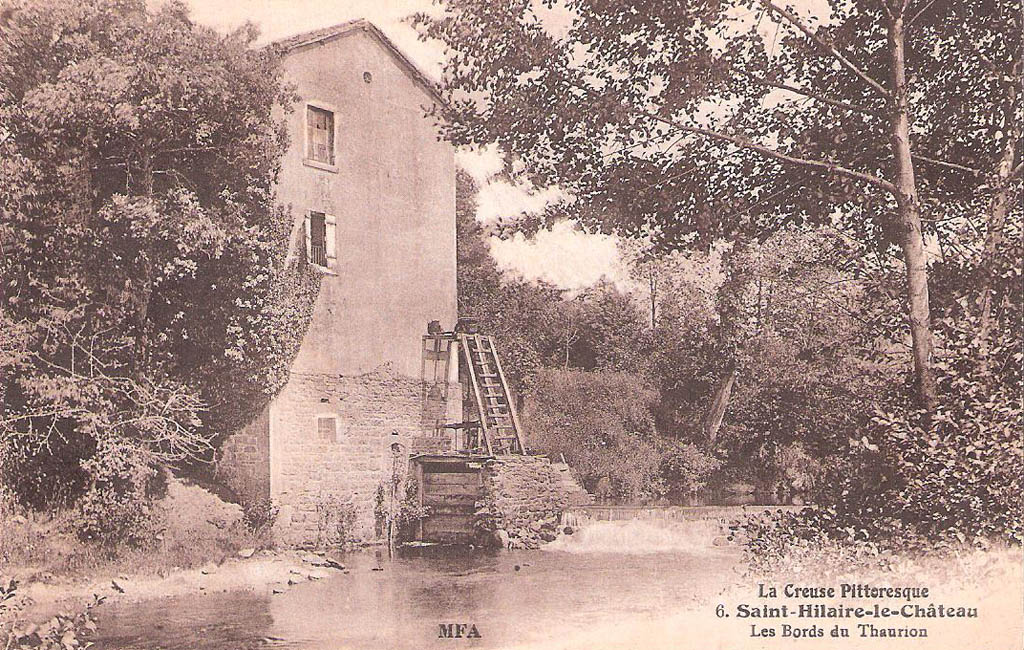
Les bords du Thaurion.

### Personnalités liées à la commune
- Jean-Louis Matterel (1726-?), marquis de Saint-Maixent, né à Saint-Hilaire-le-Château, est un aristocrate, officier et député français. Maréchal de camp en retraite, il est élu le 22 mars 1789 député de la noblesse par la sénéchaussée de Guéret aux États généraux.
- Albert Coucaud (1899-1989), né à Saint-Hilaire-le-Château, militant communiste et syndical, l'un des dirigeants de la résistance dans la Creuse.
- Jean Dumet (1907-1966), ancien résistant, maire de la commune, député communiste de la Creuse de novembre 1946 à 1951, est mort à Saint-Hilaire-le-Château.
- Raymond Belmont (1918-1952), ancien résistant (chef d'État-major des FFI de la Creuse), est mort à Saint-Hilaire-le-Château et est inhumé au cimetière du village.